# Sazdice
Sazdice – wieś (obec) na Słowacji położona w kraju nitrzańskim, w powiecie Levice. Pierwsze wzmianki o miejscowości pochodzą z roku 1291. 
Według danych z dnia 31 grudnia 2012, wieś zamieszkiwały 503 osoby, w tym 257 kobiet i 246 mężczyzn.
W 2001 roku rozkład populacji względem narodowości i przynależności etnicznej wyglądał następująco:
- Słowacy – 36,45%
- Niemcy – 0,23%
- Ukraińcy – 0,46%
- Węgrzy – 61,5%

Ze względu na wyznawaną religię struktura mieszkańców kształtowała się w 2001 roku następująco:
- Katolicy rzymscy – 73,58%
- Ewangelicy – 18,91%
- Prawosławni – 0,23%
- Ateiści – 2,05%
- Nie podano – 1,59%